# Paravojna postrojba
Paravojska ili paramilicija, ponekad i paravojne jedinice, pojam je koji je sastavljen iz starogrčkog: para  "pored" i latinskog: miles "borci" ili "vojnici", a predstavlja neregularnu vojsku, vojsku koja nema sva svojstva koja ima državna vojska po zakonskim, moralnim i drugim pravilima, koja nije pod kontrolom države.

## Vladine i nevladine paravojne postrojbe
Paravojna postrojba može biti opremljena od države, ali istovremeno formalno ne pripadati njezinim oružanim snagama. Može djelovati i kao jedinica policije u slučaju oružanog sukoba.
Paravojne postrojbe mogu biti i neslužbene ali vojnički organizirane skupine koje provode vlastite unutarnjopolitičke ili vanjskopolitičke ciljeve na nasilni način.
Neregularne jedinice koje djeluju po nalogu stranih država u drugim državama se također opisuje kao paravojne.
Često se pojam paravojnih jedinica primjenjuje samo na takve skupine koje, s dozvolom, ili po tajnom nalogu države ili bilo kojoj od njezinih institucija djeluju protiv svojih neprijatelja.
Kao opravdanje za djelovanje nevladinih paravojnih jedinica često se navodi slabost države ili njenog pravnog sustava u djelovanju protiv takozvane subverzije ili prijetnja drugih država.

## Djelovanje tijekom domovinskoga rata
U vojnu agresiju protiv Hrvatske bile su pored Jugoslavenske narodne armije uključene i brojne srpske paravojne jedinice: Srpski dobrovoljci su bili primjerice Beli orlovi, Šešeljevci, Srpska dobrovoljačka garda, Knindže ili „Alfe“, Martićevci, Dušan Silni i Crvene beretke.